# Unión y Progreso, San Cristóbal Amoltepec
Unión y Progreso är en ort i Mexiko.   Den ligger i kommunen San Cristóbal Amoltepec och delstaten Oaxaca, i den sydöstra delen av landet, 290 km sydost om huvudstaden Mexico City. Unión y Progreso ligger 2 283 meter över havet och antalet invånare är 186.
Terrängen runt Unión y Progreso är kuperad. Runt Unión y Progreso är det ganska tätbefolkat, med 56 invånare per kvadratkilometer. Närmaste större samhälle är Heroica Ciudad de Tlaxiaco, 9,4 km väster om Unión y Progreso. Trakten runt Unión y Progreso består i huvudsak av gräsmarker.